# Orgullo de raza (película de 2001)
Orgullo de raza (título original: The Feast of All Saints) es una película estadounidense de drama y romance de 2001, dirigida por Peter Medak, escrita por John Wilder y basada en la novela La noche de todos los Santos de Anne Rice, musicalizada por Patrick Seymour, en la fotografía estuvo Edward J. Pei y los protagonistas son Robert Ri’chard, Peter Gallagher y Gloria Reuben, entre otros. El filme fue realizado por Feast Productions Limited, John Wilder Nightwatch Productions, Katherine Company y Spirit Dance Entertainment, se estrenó el 11 de noviembre de 2001.

## Sinopsis
Ambientada en la Nueva Orleans del siglo XIX, se da a conocer detalladamente la “gens de couleur libre”, o sea, la gente libre de color, una clase fascinante, pero maldita, atascada entre el ambiente de ventajas de los blancos y el sometimiento de los negros.